# Cyperus multinervatus
Cyperus multinervatus là loài thực vật có hoa trong họ Cói. Loài này được Bosser mô tả khoa học đầu tiên năm 1955.